# Ireneusz Roszkowski
Ireneusz Roszkowski (ur. 24 marca 1909 w Łapach, zm. 21 kwietnia 1996 w Warszawie) – polski profesor, twórca współczesnej polskiej ginekologii i położnictwa, humanista, prekursor medycyny prenatalnej, przyjaciel położnych.

## Życiorys

### Wczesne lata i edukacja
Urodził się 24 marca 1909, w Łapach na ziemi białostockiej, w rodzinie o patriotycznych tradycjach szlacheckich, pieczętującej się herbem Ogończyk, jako najstarszy syn Franciszka i Natalii z Wnorowskich. Miał trzech braci: Kazimierza, Stanisława i Józefa i trzy siostry: Jadwigę, Reginę i Hannę. Jego dziadkowie ze strony matki czynnie brali udział w powstaniu styczniowym, obaj zostali wywiezieni na Syberię, nie wrócili. Brat dziadka Jan, także powstaniec, uciekł z flisakami do Gdańska i dalej do Stanów Zjednoczonych. W rodzinie dominowała potrzeba kształcenia, rozwoju, pracy i wzajemnej pomocy.
W 1928 ukończył Gimnazjum im. Tadeusza Kościuszki w Łomży. Aktywnie udzielał się w pracach drużyny harcerskiej. Już wtedy dał o sobie znać Jego talent organizatorski. W późniejszych latach, wielokrotnie podkreślał znaczenie harcerstwa w edukacji młodego człowieka. Przez kilka lat pobytu w gimnazjum, z wielką pasją uprawiał szermierkę.
Rozpoczął studia na Uniwersytecie Warszawskim na Wydziale Prawa, po zaliczonym pierwszym roku przeniósł się na Wydział Lekarski UW. Studia ukończył w 1935 r. W czasie studiów miał zajęcia z wybitnymi lekarzami, takimi jak profesorowie Mściwój Semerau-Siemianowski, Witold Orłowski, Adam Czyżewicz, Tadeusz Butkiewicz, Henryk Gromadzki i Roman Welman. Podczas studiów musiał utrzymywać się sam, pracując jako laborant u prof. Serkowskiego. Brał czynny udział w życiu studenckim. Jako pierwszy kierownik budowy Domu Medyka na ul. Oczki w Warszawie, organizował z grupą kolegów bale, pokazy filmów, w celu uzyskania funduszy na budowę. Pracował w każdej wolnej chwili, w oddziale kardiologicznym, u profesora (wówczas docenta) Mściwoja Semerau-Siemianowskiego.

### Kariera
Po zakończeniu studiów, 30 kwietnia 1935, odbył roczną praktykę szpitalną oraz przeszkolenie w zakresie ratownictwa i obrony przeciwgazowej w Szkole Podchorążych Rezerwy Sanitarnych w Warszawie. Po odbyciu ćwiczeń wojskowych został awansowany do stopnia podporucznika rezerwy służb sanitarnych, z przydziałem do kadry oficerów 1 Szpitala Okręgowego w Warszawie.
W latach 1936–1937 pracował w Zakładzie Ginekologiczno-Położniczym św. Zofii. Od roku 1937 związał się ze Szpitalem Przemienienia Pańskiego.
We wrześniu 1939 został powołany do wojska, z przydziałem do Armii „Poznań”, jako kierownik pracowni chemiczno-bakteriologicznej szpitala polowego nr 202. Pod Kutnem, pociąg sanitarny, w którym mieścił się szpital polowy, został zbombardowany, a w Sennikach podczas bitwy nad Bzurą, dr I. Roszkowski został ranny, 18 września 1939 wzięty do niewoli. Dnia 15 października 1939, dzięki pomocy swego stryja Wacława Roszkowskiego i przyjaciela mec. Jerzego Niżałowskiego, uciekł z obozu jenieckiego i wrócił do Warszawy.
Po powrocie do Warszawy, wrócił do Szpitala Przemienienia Pańskiego, tam mieszkał i pracował całą okupację. W latach 1939–1942 w oddziale położniczo-ginekologicznym, następnie w latach 1942–1944 w oddziale chirurgii u doc. T. Budkiewicza.
W latach 1944–1945 był jednym z inicjatorów i organizatorów nauczania studentów medycyny na Boremlowie, które po zakończeniu działań wojennych przekształciło się w struktury wydziału lekarskiego Uniwersytetu Warszawskiego.
W latach 1944–1946 pracował w Klinice Położniczo-Ginekologicznej w Warszawie, u prof. Adama Czyżewicza, a następnie w latach 1946–1951 przeniósł się do Gdańska i tu był adiunktem, a następnie docentem, w Klinice Położniczo-Ginekologicznej Akademii Medycznej u prof. Henryka Gromadzkiego.
Pracę doktorską pt. „Obraz morfologiczny krwi w zakażeniach połogowych i jego znaczenie dla określenia ciężkości schorzenia i rokowania” obronił w 1946 (PAU 1945, nr.10,291), praca habilitacyjna pt. „Tarczyca w mechanizmie jajeczkowania”, przedstawiona i obroniona 8 lipca 1947, przed Radą Wydziału Lekarskiego Akademii Lekarskiej w Gdańsku („Ginekologia Polska” 1948 nr 4), profesor nadzwyczajny – 1953, profesor zwyczajny – 1976.
W latach 1951–1955 był kierownikiem Kliniki Położnictwa i Ginekologii Akademii Medycznej w Poznaniu przy ul. Polnej. Prof.Ireneusz Roszkowski, w krótkim czasie wprowadził, w Poznaniu, po raz pierwszy w Polsce, „zebrania urazowe”, omawiające przypadki powikłanych porodów. Wysoka śmiertelność okołoporodowa wynikała, między innymi z tego, że nie było przeprowadzanej analizy zgonów, nie wykonywano wówczas sekcji płodów i noworodków. Zmiany konieczne do poprawy prowadzenia opieki nad kobietą ciężarną i rodzącą zostały wprowadzone przez prof. Ireneusza Roszkowskiego, jako specjalistę krajowego, na I Naradzie Krajowej Polskiego Towarzystwa Ginekologicznego w 1953. Wygłosił je w referacie głównym: „Metody walki o obniżenie śmiertelności okołoporodowej”. Od tamtej pory, przeprowadzano analizę przyczyn zgonów płodów i noworodków w zespole obejmującym położników, neonatologów, patomorfologów, bakteriologów, immunologów, neuropatologów, biochemików i innych dyscyplin, w zależności od określonych sytuacji klinicznych. Umieralność okołoporodowa zmniejszona została siedmiokrotnie.
Nowością były pierwsze w Polsce Oddziały Patologii Ciąży, zorganizowanie przez prof. I. Roszkowskiego, najpierw w Gdańsku potem w Poznaniu, a następnie największy w Polsce Oddział w Warszawie w Klinice przy ul. Karowej.
W latach 1955–1979, przez 24 lata, do przejścia na emeryturę, prof. Ireneusz Roszkowski był kierownikiem II Kliniki Położnictwa i Ginekologii Akademii Medycznej w Warszawie przy ul. Karowej. Powstała jedna z najnowocześniejszych Klinik w Polsce, która swoją działalnością kliniczną i naukową stała się wzorem dla innych placówek. Powstały i rozwinęły się liczne pracownie, mające często charakter interdyscyplinarny, a niektóre, jak Pracownia Embriologii Doświadczalnej czy Pracownia Seksuologii Doświadczalnej były unikatowymi jednostkami na skalę światową.
W latach 1955–1957 w warszawskiej Klinice przy Karowej nie zanotowano ani jednego zgonu matki w związku z ciążą i porodem (na 10 319 porodów).
Profesor Ireneusz Roszkowski był świetnym operatorem. Dokonał wielu własnych modyfikacji metod operacyjnych w obrębie narządu rodnego.
- Jeszcze w czasie pracy w gdańskiej klinice opracował własną, oryginalną technikę operacyjną rozszerzonego usunięcia macicy z powodu raka szyjki macicy, łącząc ideę operacji opisanej przez Latzko i Tausiga. Operacja ta weszła do historii jak operacja sposobem Latzko-Tausig-Roszkowski (LTR), miała na celu wycięcie jak najrozleglejszego bloku łączno-tkankowo-chłonnego, więzadeł głównych i krzyżowych w obrębie miednicy małej i przypochwia wraz z górną połową pochwy. Operacja ta była czwartą na świecie metodą rozszerzonego usunięcia macicy, a pierwszą w Polsce. Szczegółowy opis tej metody operacyjnej został przedstawiony na XI Zjeździe Gin.Pol. i opublikowana w „Ginekologii Polskiej” 1952 nr 2.
- Opracował oryginalną metodę leczenia operacyjnego wysiłkowego nietrzymania moczu, polegającą na założeniu dwóch szwów krzyżowych pod cewkę moczową (tzw. operatio crutiata).
- Ponadto opracował własną metodę operacji wyłuszczania mięśniaków macicy.
- Opracował rozszerzenie wskazań do zachowawczego postępowania przy guzach macicy i jajnika. Ten sposób postępowania zapobiegł niepotrzebnym usunięciom jajników u młodych kobiet.

- W 1959, w Klinice na Karowej, po raz pierwszy w Polsce, został użyty próżniociąg położniczy.
- Pierwszy raz została zastosowana technika mrożenia w leczeniu nadżerki tarczy części pochwowej szyjki macicy.
- Została wprowadzona, jako jedna z pierwszych w Polsce, na początku lat sześćdziesiątych ub. wieku, metoda badania kolposkopowego tarczy części pochwowej, u pacjentek zagrożonych rozwojem raka szyjki macicy.
- W roku 1965, odbyły się, pierwsze w Polsce, badania pacjentek przy użyciu aparatów USG, zarówno położnicze, jak i ginekologiczne.
- Zastosowano po raz pierwszy w kraju, polikardiograf (badanie czynności serca płodu).
- W tej Klinice, również po raz pierwszy w Polsce, został zorganizowany system „rooming in” (matka razem z dzieckiem) w Oddziale Położniczym.
- Powstała pierwsza w Warszawie Pracownia Patomorfologii Ginekologicznej oraz Pracownia Cytogenetyczna.
- Był pierwszym inicjatorem i organizatorem „szkół matek” w Polsce (650 w 1954), które w następnych latach uległy ewolucji w „Szkoły Rodzenia”.
- Opracował w latach 50. XX wieku, specjalne karty – partogramy, na których odnotowuje się wszystkie parametry zachodzące w czasie porodu. Karta ta rozpowszechniła się w całej Polsce i stanowi trwały dorobek w polskim położnictwie.

Ireneusz Roszkowski stworzył w Klinice przy ul. Karowej, główny ośrodek nauczania zawodu położnej w Warszawie. Przyczynił się do powstania Sekcji Położnych przy Polskim Towarzystwie Ginekologicznym. Poprzez Sekcję Położnych zrealizowano wiele tematów związanych z zawodem położnej, podnoszenie kwalifikacji zawodowych, poprawienie struktury organizacyjnej zawodu. 
W 1995 Warszawskiej Szkole Położnych nadane zostało imię Profesora Ireneusza Roszkowskiego. Było to wielkie wydarzenie tym bardziej, że patron Szkoły był obecny na tej uroczystości.
W latach 1968–1979 prof. Roszkowski wiele czasu poświęcił badaniom przyczyn powstawania niektórych wad wrodzonych, szczególnie chodziło o wolne aminokwasy w osoczu krwi matek, a później także obojga rodziców dzieci, które urodziły się z wadami wrodzonymi.
Wykształcił i wychował liczną grupę lekarzy specjalistów, naukowców i wartościowych nauczycieli akademickich zarówno w Poznaniu, jak i w Warszawie. Habilitował 18 docentów, doktoryzował 30 lekarzy, recenzował 22 prace habilitacyjne, napisał 6 recenzji na profesora nadzwyczajnego i zwyczajnego. Pod jego kierunkiem, jego asystenci ogłosili drukiem ponad 640 prac naukowych (w klinikach poznańskiej i warszawskiej). Pod jego okiem kształcili się przyszli kierownicy wielu innych klinik, szpitali, oddziałów. 
Działalność naukowa i organizacyjna profesora Ireneusza Roszkowskiego daleko wykraczała poza problemy związane z położnictwem i ginekologią. Był autorem 330 prac naukowych, w tym 50 publikowanych za granicą, był redaktorem szeregu podręczników.
- „Położnictwo i Choroby Kobiece” PZWL 1954, pod redakcją H. Gromadzki, J. Beck, I. Roszkowski, Lorentowicz. Był to wówczas jedyny podręcznik z położnictwa i chorób kobiecych, wydany po wyzwoleniu, który odegrał podstawową rolę w nauczaniu studentów i lekarzy.
- „Ostre choroby zakaźne” PZWL 1957 praca zbiorowa pod redakcją dr Wszelakiego. Był autorem rozdziału „Choroby zakaźne w ciąży i w połogu”.
- „Terapia Współczesna”, PZWL 1961, pod redakcją dr Złotnickiego. Był autorem 5 rozdziałów.
- „Położnictwo i Choroby Kobiece” PZWL 1967, był redaktorem pracy zbiorowej i autorem 6 rozdziałów.
- „Problemy oziębłości płciowej” PZWL 1972, I. Roszkowski, K. Imieliński.
- „Ginekologia i Położnictwo dla Średnich Szkół Medycznych” PZWL 1973. Był redaktorem tego podręcznika dla położnych, w którym po raz pierwszy w Polsce, podano nowoczesne dane dotyczące patologii ciąży w aspekcie stanu płodu i noworodka. Spełniał również rolę podręcznika dla studentów medycyny i w owym czasie był dla nich „białym krukiem”.
- „Zdrowie Kobiety” PZWL 1973 – najważniejsza pozycja popularnonaukowa, w dorobku prof.I.Roszkowskiego, obejmuje najważniejsze wytyczne zachowania się kobiety w czasie całego życia, a przede wszystkim w okresie ciąży.

Jego prace naukowe obejmowały takie działy jak: etiologia wad wrodzonych, poród przedwczesny, choroby wątroby w ciąży, cholestaza ciężarnych, patofizjologia układu krzepnięcia w ciąży, cukrzyca ciężarnych, zakażenia w ciąży, zabiegowe postępowanie w porodach, organizacja systemu opieki medycznej nad ciężarną, rodzącą i noworodkiem, wdrożenie oryginalnych technik operacyjnych w ginekologii.
W dydaktyce, prof.Ireneusz Roszkowski wielką wagę przykładał do metod audiowizualnych. Opierając się na swoich doświadczeniach naukowych, dydaktycznych i klinicznych, wyprodukował kilkadziesiąt filmów, z których 17 prezentował na kongresach w kraju i za granicą. Rozpowszechnione były w całej Polsce w celach szkoleniowych. Za film „Niektóre przyczyny i mechanizmy uszkodzenia człowieka jeszcze przed urodzeniem” (1966), otrzymał nagrody na festiwalach filmów naukowych w Turynie i São Paulo.
W latach 1962–1982 pełnił funkcję Redaktora Naczelnego „Ginekologii Polskiej”. 

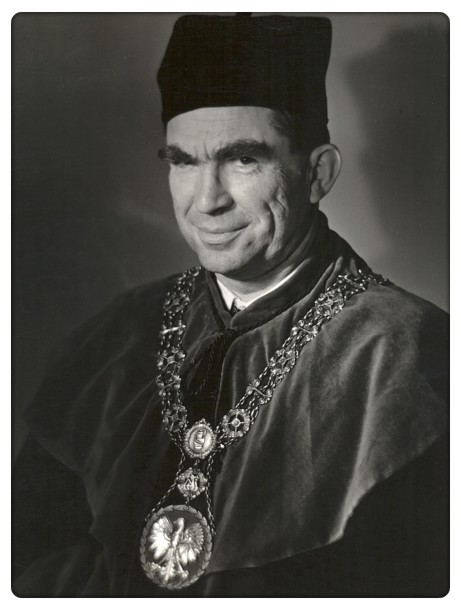
Ireneusz Roszkowski jako dziekan Wydziału Lekarskiego WUM

Prof. Ireneusz Roszkowski był dwukrotnie specjalistą krajowym w zakresie położnictwa i ginekologii w latach 1952–1959 oraz 1967–70. Był specjalistą wojewódzkim w województwach: szczecińskim (1946–1947), olsztyńskim (1947–1949), gdańskim (1945–1951), poznańskim (1952–1955), pełnił funkcję specjalisty regionalnego (1975–1979). W latach 1973–1979 był dyrektorem Instytutu Ginekologii i Położnictwa w Warszawie.
Pełnił wiele funkcji z wyboru w uczelniach medycznych i w towarzystwach naukowych, był Dziekanem (1958-1960) i Prodziekanem (1960-1962) Akademii Medycznej w Warszawie, brał czynny udział w Radach Naukowych licznych instytucji, Ministerstwie Zdrowia, był wieloletnim członkiem Komisji Rządowej ds. Polityki Ludnościowej, wieloletnim przewodniczącym Zespołu Problemowego i Komisji Patofizjologii Płodu PAN, członkiem Komitetu Nauk Demograficznych, przewodniczącym Sekcji Demografii Medycznej PAN, przewodniczącym Komisji Problemowej Wad Wrodzonych i Uszkodzeń Płodu PAN  od roku 1960 do 1973, członkiem Rady Naukowej Instytutu Matki i Dziecka od roku 1949, był rzeczoznawcą naukowym Centralnej Komisji Kwalifikacyjnej dla Pracowników Nauki przy Prezesie Rady Ministrów. W latach 1974–1977 pełnił funkcję prezesa Polskiego Towarzystwa Ginekologii. Był członkiem Polskiego Towarzystwa Endokrynologicznego, Polskiego Towarzystwa Przyjaciół Nauk od 1951 roku, członkiem i współzałożycielem Międzynarodowego Towarzystwa Ginekologicznego od 1954 roku. Był członkiem wielu towarzystw naukowych polskich i zagranicznych. Wielokrotnie odznaczany w Polsce i za granicą.
Ireneusz Roszkowski w 1991 otrzymał Złoty Medal Polskiej Akademii Medycyny, Medicus Magnus nr.3, za wybitne zasługi dla rozwoju i humanizacji medycyny.

### Życie prywatne

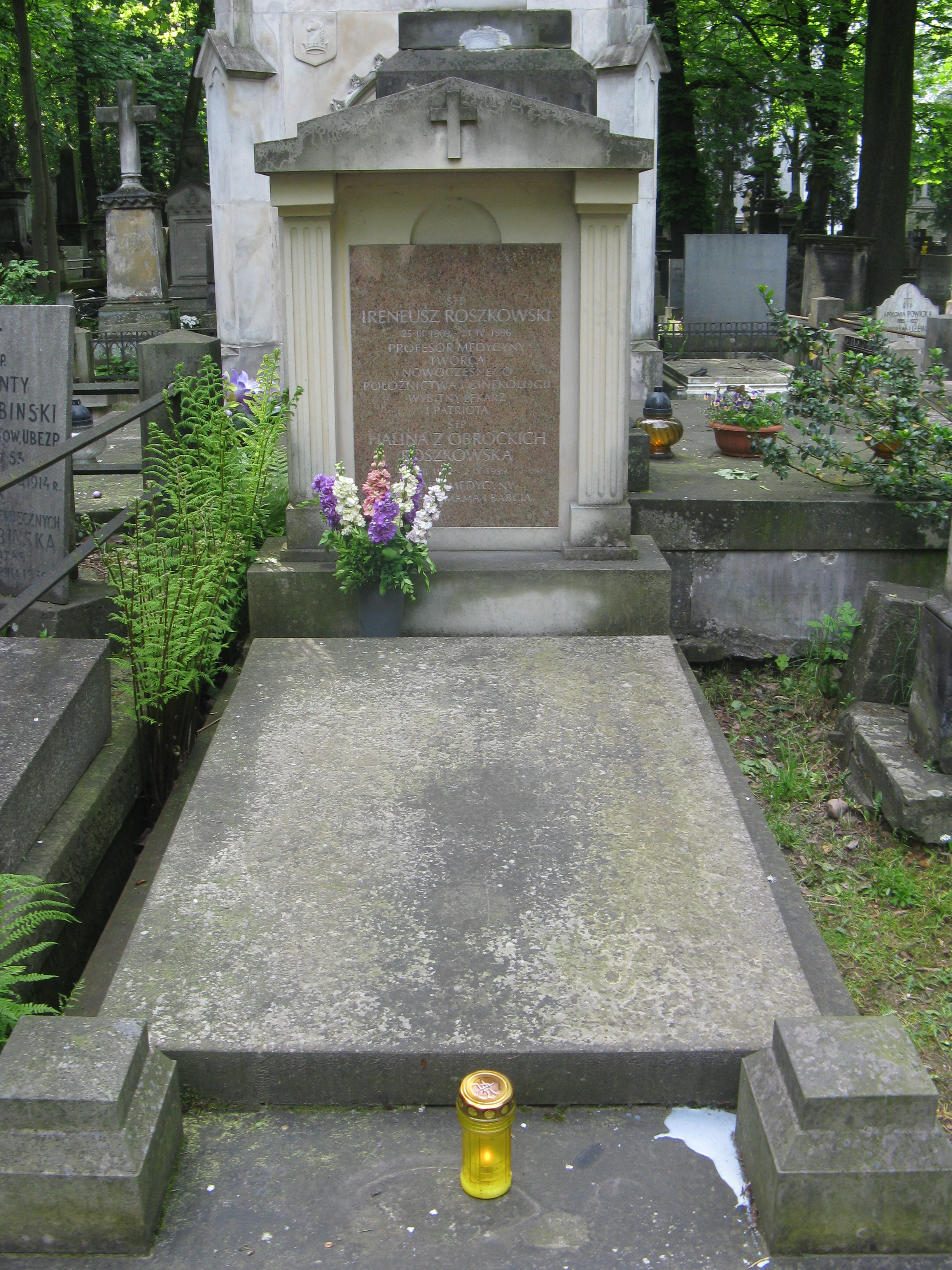
Grób Ireneusza Roszkowskiego na cmentarzu Powązkowskim

Profesor Ireneusz Roszkowski ożenił się w 1949 z lekarzem medycyny Haliną Obrocką, wilnianką, córką prawnika (ur. 19 lutego 1922, zm. 2 września 1999). Miał czwórkę dzieci, jednego syna Piotra (profesora ginekologii i położnictwa) i trzy córki Elżbietę (architekta wnętrz, malarkę), Barbarę (architekta krajobrazu) i Katarzynę (doktora patomorfologii) oraz 10 wnuków. 
Prof. Ireneusz Roszkowski był drugim właścicielem Parku Zamajdan-Olszyny pod Warszawą. 
Profesor Ireneusz Roszkowski zmarł 21 kwietnia 1996 w Warszawie. Pochowany jest na Starych Powązkach w Warszawie (kwatera 3-1-20). Wielki Polak, Medicus Magnus, Niewzruszony Obrońca Polskiej Rodziny i Nienarodzonych.
17 listopada 1999 w kościele Najświętszego Zbawiciela w Warszawie, została wmurowana i uroczyście poświęcona przez biskupa Piotra Jareckiego, tablica upamiętniająca postać profesora Ireneusza Roszkowskiego.
24 marca 2009, w 100. rocznicę urodzin profesora Ireneusza Roszkowskiego, w Klinice Położnictwa i Ginekologii Warszawskiego Uniwersytety Medycznego na ul. Karowej, zostało nadane Jego imię Sali Wykładowej oraz odsłonięte popiersie profesora Ireneusza Roszkowskiego i tablica pamiątkowa. Uroczystego poświęcenia Sali Wykładowej dokonał arcybiskup Diecezji Warszawsko-Praskiej ks. Henryk Hoser.

## Odznaczenia
- Krzyż Oficerski Orderu Odrodzenia Polski (1959)
- Krzyż Kawalerski Orderu Odrodzenia Polski (1954, za zasługi w pracy naukowej i dydaktycznej w dziedzinie medycyny)[3]
- Złoty Krzyż Zasługi (22 lipca 1951, za wybitną działalność naukową w dziedzinie medycyny)[4]
- Medal Komisji Edukacji Narodowej (1985)
- Odznaka tytułu honorowego „Zasłużony Lekarz PRL” (1983)
- Odznaka tytułu honorowego „Zasłużony Nauczyciel PRL” (1984)
- Odznaka honorowa „Za wzorową pracę w służbie zdrowia” (1952)
- Złoty Medal Polskiej Akademii Medycyny „Medicus Magnus” nr. 3  (1991)
- Nagroda I Stopnia Ministerstwa Zdrowia za Pracę Naukową (1967)
- Nagroda Naukowa Miasta Poznania (1954)
- Nagroda Rektora Akademii Medycznej (wielokrotnie)